# Sabah FC
Sabah Football Club je ázerbájdžánský fotbalový klub z Masazıru. Hraje Azərbaycan Premyer Liqası, nejvyšší fotbalovou soutěž v zemi. Klub se několikrát kvalifikoval do evropských soutěží.
Klubové barvy jsou černá a růžová. První výrobce dresů byla španělská společnost Joma, kterou v roce 2018 nahradil Macron. Od roku 2020 dresy vyrábí Nike.
Klub hraje své domácí zápasy na Bank Respublika Arena s kapacitou 13 000 míst.

## Soupiska
| Číslo |                     | Pozice | Hráč                 |
| ----- | ------------------- | ------ | -------------------- |
| 1     | Ázerbájdžán         | B      | Yusif İmanov         |
| 2     | Ázerbájdžán         | O      | Amin Seydiyev        |
| 3     | Španělsko           | O      | Jon Irazabal         |
| 4     | Maroko              | O      | Sofian Chakla        |
| 5     | Ázerbájdžán         | O      | Rahman Dashdamirov   |
| 6     | Ázerbájdžán         | Z      | Abdulakh Khaybulayev |
| 7     | Bosna a Hercegovina | O      | Bojan Letić          |
| 8     | Ázerbájdžán         | Z      | Ayaz Guliyev         |
| 9     | Ázerbájdžán         | Z      | Anatoliy Nuriyev     |
| 10    | Ázerbájdžán         | Z      | Namiq Ələsgərov      |
| 11    | Jamajka             | Z      | Kaheem Parris        |
| 12    | Lucembursko         | Z      | Vincent Thill        |
| 13    | Chorvatsko          | Z      | Ivan Lepinjica       |
| 15    | Ázerbájdžán         | Z      | Seymur Mammadov      |

| Číslo |             | Pozice | Hráč                                               |
| ----- | ----------- | ------ | -------------------------------------------------- |
| 17    | Ázerbájdžán | O      | Tellur Mutallimov                                  |
| 18    | Slovensko   | Ú      | Pavol Šafranko                                     |
| 20    | Německo     | Z      | Joy-Lance Mickels                                  |
| 22    | Ázerbájdžán | O      | Abdulla Rzayev                                     |
| 33    | Uzbekistán  | Z      | Umarali Rakhmonaliev (na hostování z Rubinu Kazaň) |
| 40    | Brazílie    | O      | Ygor Nogueira                                      |
| 55    | Ázerbájdžán | B      | Nijat Mehbaliyev                                   |
| 70    | Nigérie     | Z      | Jesse Sekidika                                     |
| 77    | Ázerbájdžán | Z      | Shakir Seyidov                                     |
| 88    | Ázerbájdžán | Z      | Khayal Aliyev                                      |
| 92    | Kazachstán  | B      | Stas Pokatilov                                     |
| 94    | Ázerbájdžán | B      | Ravan Mirzammadov                                  |
| 99    | Srbsko      | Ú      | Njegoš Kupusović                                   |